# Raffaelo Rontani
Raffaelo Rontani   (Florència, segle XV - Roma, 1622) fou un compositor italià.
Des de 1610 Rontani va estar al servei d'Antonio de Medici a Florència i des de 1616 fins a la seva mort, director de sant Giovanni dei Fiorentini, a Roma. A més, sembla haver servit almenys a dos membres de la noblesa: esmenta, sobretot en la dedicació del seu opus 6 que l'esmenta com a "capo de concerto" del duc Sforza.
En el seu temps, que sembla haver estat un dels compositors italians de música vocal més populars, especialment àries i cançons per a veu solista, o per a dues o tres veus amb baix continu de les que en publicà diverses edicions. La meitat dels seus llibres de Varie Musiche han estat reimpresos i gairebé un terç de les peces que sobreviuen resten en manuscrits. En total, els sis llibres contenen 97 peces, de les quals 60 són monòdiques. Tot i que un melodista poc atractiu, és fàcil veure com les seves llargues línies, els seus ritmes enganxosos i els seus subtils discursos podrien excitar l'admiració. Avui dia apareix amb les seves cançons estròfiques, menys gratificants que els compositors italians de l'època, com Calestani i Berti.
S'anomena "el florentí" per un editor, en una antologia on apareix la seva música.

## Treballs
- Gl'affettuosi: il primo libro di madrigali a 3 voci (Florència, 1610)
- Le varie musiche, libro primo (Florència, 1614)
- Le varie musiche, libro secondo, op. 6 (Roma, 1618)
- Le varie musiche, libro terzo, op. 7 (Roma, 1619)
- Varie musiche, libro quarto, op. 8 (Roma, 1620)
- Varie musiche, libro quinto, op. 9 (Roma, 1620)
- Le varie musiche, libro sesto, op. 11 (Roma, 1622)
- Deux livres de madrigaux (cités par Mischiatil) sont perdus : Madrigali (à 5 voix) et Madrigali concertati (de 2 à 6 voix)1.